# لوون ایشتویان
لوون هاروتیونی ایشتویان (ارمنی: Լևոն Հարությունի Իշտոյան؛ زادهٔ ۳ سپتامبر ۱۹۴۷) یک بازیکن فوتبال اهل ارمنستان-اتحاد جماهیر سوسیالیستی شوروی (سابق) است.
وی در اواخر دهه ۱۹۸۰ به ایالات متحده مهاجرت نمود و در سال ۲۰۰۸ مدرسه ورزشی خصوصی با عنوان آکادمی فوتبال ایشتویان افتتاح نمود.

## باشگاهی
از باشگاه‌هایی که در آن بازی کرده‌است می‌توان به آرارات ایروان اشاره کرد.

## تیم ملی
ایشتویان در هشت بازی در ترکیب تیم ملی فوتبال شوروی قرار داشت.

## افتخارات
- برنده لیگ برتر شوروی (۱۹۷۳)
- برنده جام حذفی شوروی (۱۹۷۳، ۱۹۷۵)